# باول فون كراوزه
باول فون كراوزه هو كاتب عدل ومحامي وسياسي ألماني، ولد في 4 أبريل 1852 في Brodnica ‏ في بولندا، وتوفي في 17 ديسمبر 1923 في برلين في ألمانيا. نشط حزبياً في الحزب الليبرالي القومي. وقد انتخب مجلس النواب البروسي وقد انضم خلال فترته النيابية (1888 – 1917) للكتلة البرلمانية الحزب الليبرالي القومي وانتخب عضو مجلس الشورى الموحد بروسيا ‏ وقد انضم خلال فترته النيابية (1919 – 1923) للكتلة البرلمانية حزب الشعب الألماني ‏.